# Tittakudi
Tittakudi (o Tittagudi, Titagudi) è una suddivisione dell'India, classificata come town panchayat, di 20.734 abitanti, situata nel distretto di Cuddalore, nello stato federato del Tamil Nadu. In base al numero di abitanti la città rientra nella classe III (da 20.000 a 49.999 persone).

## Geografia fisica
La città è situata a 11° 25' 0 N e 79° 7' 0 E e ha un'altitudine di 64 m s.l.m..

## Società

### Evoluzione demografica
Al censimento del 2001 la popolazione di Tittakudi assommava a 20.734 persone, delle quali 10.530 maschi e 10.204 femmine. I bambini di età inferiore o uguale ai sei anni assommavano a 2.289, dei quali 1.180 maschi e 1.109 femmine. Infine, coloro che erano in grado di saper almeno leggere e scrivere erano 13.923, dei quali 8.077 maschi e 5.846 femmine.